# Jake Jarman
Jake Elmer Jarman, född den 3 december 2001, är en brittisk gymnast.
Han tog guld i hopp vid världsmästerskapen i artistisk gymnastik år 2023. Vid europamästerskapen år 2024 tog han guld i hopp.